# بلوك غشمرة (مسلسل)
بلوك غشمرة هو مسلسل رمضاني كوميدي كويتي من إنتاج عام 2018م، من إخراج خالد الفضلي، وبطولة عبد الناصر درويش وحسن البلام.

## نبذة عن المسلسل
عمل منوع عباره عن حلقات منفصله، وفي كل حلقة قضية وقصه مختلفه تطرح بأسلوب وطرح كوميدي ساخر.

## تمثيل
- عبد الناصر درويش
- انتصار الشراح
- حسن البلام
- أحمد العونان
- هيا الشعيبي
- محمد الحملي
- فهد البناي
- محمد الرمضان
- فرحان العلي
- عبدالعزيز النصار
- ياسه
- الهام علي
- فاطمة الصفي